# 닉시관

GN-4 닉시관의 숫자 표현

닉시관 또는 닉시 튜브(Nixie tube, 영어: /ˈnɪk.siː/) 또는 냉음극 디스플레이(cold cathode display)는 글로 방전을 사용하여 숫자 또는 기타 정보를 표시하는 데 사용되는 전자 장치이다.
유리관에는 숫자나 기타 기호 모양의 철망 양극과 여러 개의 음극이 포함되어 있다. 하나의 음극에 전원을 공급하면 음극 주위에 주황색 빛이 방전된다. 튜브는 페닝(Penning) 혼합물의 저압 가스(보통 네온과 소량의 아르곤)로 채워져 있다. 이후의 닉시에서는 장치의 사용 수명을 연장하기 위해 소량의 수은을 첨가하여 음극 중독 및 스퍼터링을 줄였다.
외관상 진공관과 유사하지만 그 작동은 가열된 음극에서 전자의 열이온 방출에 의존하지 않는다. 따라서 이는 냉음극관(가스로 채워진 관의 한 형태)이며 네온등의 변형이다. 이러한 튜브는 주변 온도의 실내에서 가장 가혹한 작동 조건에서도 40°C(104°F)를 거의 초과하지 않는다. 같은 시대의 진공 형광 디스플레이는 완전히 다른 기술을 사용한다. 즉, 제어 그리드와 모양의 인광체 양극과 함께 가열된 음극을 사용한다. 닉시에는 히터나 제어 그리드가 없으며 일반적으로 단일 양극(철망 형태, 제어 그리드와 구별) 및 모양의 베어 메탈 음극이 없다.

## 같이 보기
- 상표의 보통명칭화
- 7세그먼트 표시 장치
- 진공 형광 디스플레이